# Alfonso d'Este (1527-1587)
Alfonso d'Este (Ferrara, 10 marzo 1527 – Ferrara, 1º novembre 1587) è stato un nobile italiano, Marchese di Montecchio per elevazione imperiale del feudo di Montecchio donatogli dal padre naturale Alfonso I d'Este.

## Biografia

### Infanzia

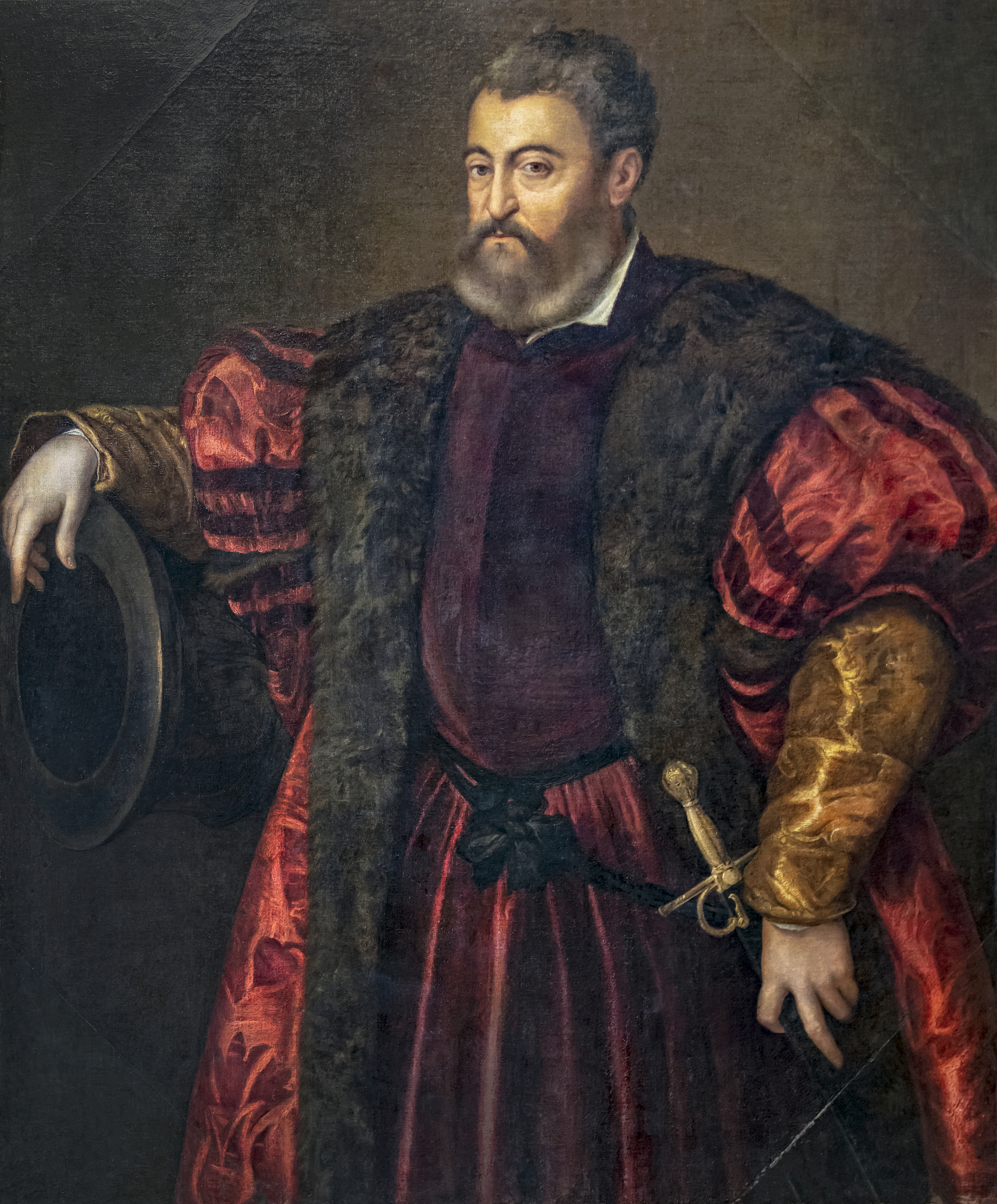
Ritratto di Alfonso d'Este, padre di Alfonso.

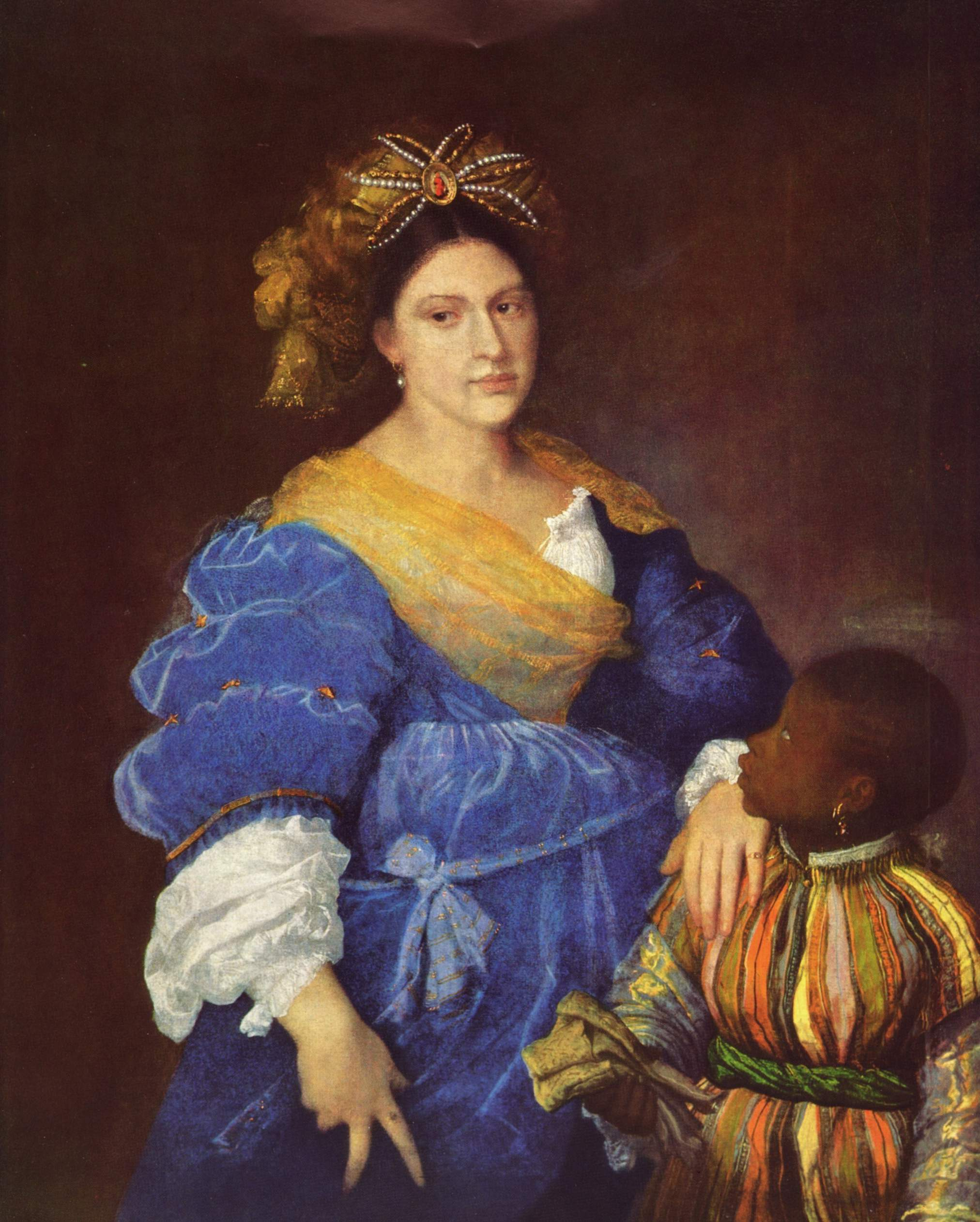
Laura Dianti, madre di Alfonso.

Era figlio illegittimo del duca di Ferrara Alfonso I d'Este e della sua amante Laura Dianti, che fu per gli storici ufficiali Estensi una moglie dello stesso duca, sposata con matrimonio segreto per la differenza di ceto (da qui la rivendicazione dei diritti di successione per gli eredi).

### Signore di Montecchio
Il duca Alfonso I d'Este, donò al figlio Alfonso il territorio di Montecchio e lo costituì nel suo testamento feudo privilegiato per i cadetti della sua casa. Alfonso d'Este, che, con diploma dell'imperatore Ferdinando I in data 13 marzo 1562, ottenne l'elevazione del feudo a marchesato, fu pertanto il capostipite del breve ramo cadetto (illegittimo, ma poi legittimato) degli Este di Montecchio.

### Matrimonio
Sposò il 3 gennaio 1549 Giulia della Rovere (1525-1563), figlia del duca di Urbino Francesco Maria I della Rovere ed Eleonora Gonzaga, da cui ebbe quattro figli.

### Legittimazione ed elevazione a Marchese
Nel 1532 Alfonso venne legittimato dal cardinale Innocenzo Cybo e l'anno successivo dal padre.
Nel 1569 l'imperatore Massimiliano II elevò Montecchio a Marchesato.

### Morte
Morì a Ferrara il 1º novembre 1587.

## Discendenza
Alfonso d'Este e Giulia della Rovere ebbero:
- n.n. (morto in fasce, sepolto il 23 novembre 1559)[5];
- Alfonso (1560-1578), sposò Marfisa d'Este;
- Eleonora (1561-1637), sposò Carlo Gesualdo di Venosa;
- Cesare (1562-1628), che sposò Virginia de' Medici ma non venne riconosciuto dal papa Clemente VIII come successore di Alfonso II d'Este, morto senza figli.

Nel maggio 1584 sposò Violante Segni (11 dicembre 1546-5 marzo 1609), già sua amante da circa vent'anni, da cui ebbe:
- Annibale (c. 1564-sepolto il 27 luglio 1565)[7].
- Ippolita (1565-1602), sposò Federico II Pico della Mirandola, principe della Mirandola e marchese di Concordia.
- Alessandro d'Este (1568-1624), cardinale.

## Ascendenza
|                           |   |                         | Genitori                |  |  | Nonni |  |  | Bisnonni           |  |  | Trisnonni        |  |
|                           |   |                         |                         |  |  |       |  |  | Niccolò III d'Este |  |  | Alberto V d'Este |  |
|                           |   |                         |                         |  |  |       |  |  | Niccolò III d'Este |  |  | Alberto V d'Este |  |
|                           |   | Isotta Albaresani       |                         |  |  |       |  |  | Niccolò III d'Este |  |  |                  |  |
| Ercole I d'Este           |   |                         |                         |  |  |       |  |  | Niccolò III d'Este |  |  |                  |  |
|                           |   | Ricciarda di Saluzzo    | Tommaso III di Saluzzo  |  |  |       |  |  |                    |  |  |                  |  |
|                           |   | Ricciarda di Saluzzo    | Tommaso III di Saluzzo  |  |  |       |  |  |                    |  |  |                  |  |
|                           |   | Ricciarda di Saluzzo    | Margherita di Roucy     |  |  |       |  |  |                    |  |  |                  |  |
| Alfonso I d'Este          |   | Ricciarda di Saluzzo    |                         |  |  |       |  |  |                    |  |  |                  |  |
|                           |   | Ferdinando I di Napoli  | Alfonso I di Napoli     |  |  |       |  |  |                    |  |  |                  |  |
|                           |   | Ferdinando I di Napoli  | Alfonso I di Napoli     |  |  |       |  |  |                    |  |  |                  |  |
|                           |   | Ferdinando I di Napoli  | Gueraldona Carlino      |  |  |       |  |  |                    |  |  |                  |  |
| Eleonora d'Aragona        |   | Ferdinando I di Napoli  |                         |  |  |       |  |  |                    |  |  |                  |  |
|                           |   | Isabella di Chiaromonte | Tristano di Chiaromonte |  |  |       |  |  |                    |  |  |                  |  |
|                           |   | Isabella di Chiaromonte | Tristano di Chiaromonte |  |  |       |  |  |                    |  |  |                  |  |
|                           |   | Isabella di Chiaromonte | Caterina di Taranto     |  |  |       |  |  |                    |  |  |                  |  |
| Alfonso d'Este            |   | Isabella di Chiaromonte |                         |  |  |       |  |  |                    |  |  |                  |  |
|                           | … | …                       |                         |  |  |       |  |  |                    |  |  |                  |  |
|                           | … | …                       |                         |  |  |       |  |  |                    |  |  |                  |  |
|                           | … | …                       |                         |  |  |       |  |  |                    |  |  |                  |  |
| Francesco Boccacci Dianti | … |                         |                         |  |  |       |  |  |                    |  |  |                  |  |
|                           |   | …                       | …                       |  |  |       |  |  |                    |  |  |                  |  |
|                           |   | …                       | …                       |  |  |       |  |  |                    |  |  |                  |  |
|                           |   | …                       | …                       |  |  |       |  |  |                    |  |  |                  |  |
| Laura Dianti              |   | …                       |                         |  |  |       |  |  |                    |  |  |                  |  |
|                           |   | …                       | …                       |  |  |       |  |  |                    |  |  |                  |  |
|                           |   | …                       | …                       |  |  |       |  |  |                    |  |  |                  |  |
|                           |   | …                       | …                       |  |  |       |  |  |                    |  |  |                  |  |
| …                         |   | …                       |                         |  |  |       |  |  |                    |  |  |                  |  |
|                           |   | …                       | …                       |  |  |       |  |  |                    |  |  |                  |  |
|                           |   | …                       | …                       |  |  |       |  |  |                    |  |  |                  |  |
|                           |   | …                       | …                       |  |  |       |  |  |                    |  |  |                  |  |
|                           |   | …                       |                         |  |  |       |  |  |                    |  |  |                  |  |